# Je Ne Sais Pas Pourquoi
»Je Ne Sais Pas Pourquoi« je pop pesem, ki jo je napisala britanska skupina tekstopiscev Stock, Aitken & Waterman za debitantski glasbeni album avstralske pevke Kylie Minogue, Kylie (1988). Producirala jo je skupina Stock, Aitken & Waterman, ob izidu pa je s strani glasbenih kritikov prejela mešane ocene. Pesem je leta 1988 izšla kot četrti singl z albuma in postal velika uspešnica v Združenem kraljestvu, kjer je debitiral na enajstem mestu državne glasbene lestvice in nazadnje zasedel drugo mesto, kjer je ostal tri tedne. V Veliki Britaniji je nazadnje prodal 315.000 izvodov. V Združenih državah Amerike in Avstraliji je bila pesem poznana tudi pod naslovom »I Still Love You (Je Ne Sais Pas Pourquoi)«.

## Informacije o pesmi
Pesem »Je Ne Sais Pas Pourquoi« so na začetku nameravali izdati samo kot A-stran pesmi »Made in Heaven«. Pesem »Je Ne Sais Pas Pourquoi« so potem, ko je uspešno debitirala na nekaj glasbenih lestvicah, nameravali zelo promovirati, a kasneje so se bolj osredotočili na promocijo pesmi »Made in Heaven«; ta promocijska taktika je bila precej podobna promociji singlov »When I Fall In Love«/»My Arms Keep Missing You« Ricka Astleyja. Pesem »Je Ne Sais Pas Pourquoi« je kasneje tudi preko albuma Kylie, ki je bil izredno uspešen; ob izidu albuma so se odločili, da bodo tudi to pesem izdali kot singl.
Pesem »Made in Heaven« so kasneje izdali kot B-stran singla, in tudi to je napisala in producirala skupina Stock, Aitken & Waterman. Kasneje so posneli še nekaj remixov pesmi in videospot, ki je bil najprej vključen na kompilacijo skupine Stock, Aitken & Waterman, The Hit Factory Volume 3, kasneje pa še na kompilacijo Kylie Minogue, Greatest Hits 1987-1997. V videospotu vseskozi nastopa le Kylie Minogue, ki, obkrožena s svetlimi luči, pleše pred modrim ekranom, na katerem se vrtijo drugi posnetki. S pesmijo »Made in Heaven« je Kylie Minogue nastopila tudi pred kraljico materjo na prireditvi Royal Variety. Pesem »Je Ne Sais Pas Pourquoi« je bila najuspešnejša na Švedskem, kjer je v prvem tednu od izida prodala 16.912 izvodov.

## Videospot
Videospot za pesem naj bi se dogajal v Parizu v štiridesetih ali petdesetih letih dvajsetega stoletja. Kylie Minogue na začetku stoji na dežju, kjer čaka na svojega fanta, a se nazadnje odpravi do kavarne. Njeni lasje plapolajo v vetru in oblečena je v modro obleko. V zadnjem prizoru, črno belem, se pojavi v obleki s cvetličnim vzorcem in na ulici pleše z neznanim moškim.

## Formati in seznam pesmi
CD s singlom

(PWCD21)
1. »Je Ne Sais Pas Pourquoi« (Moi Nonov dodatni remix) - 5:55
2. »Made In Heaven« (remix Maid in England) - 6:20
3. »The Loco-Motion« (Sankiejev remix - razširjena verzija) - 6:55

Gramofonska plošča s singlom

(PWL21)
1. »Je Ne Sais Pas Pourquoi« - 4:01
2. »Made in Heaven« - 3:24

Gramofonska plošča z remixi

(PWLT21)
1. »Je Ne Sais Pas Pourquoi« (Moi Nonov dodatni remix) - 5:55
2. »Made In Heaven« (remix Maid in England) - 6:20

Britanska gramofonska plošča z remixi

(PWLT21R)
1. »Je Ne Sais Pas Pourquoi« (revolucionarni remix) - 7:16
2. »Made In Heaven« (remix Maid in England) - 6:20

Ameriška gramofonska plošča s singlom

(0-21247)
1. »Je Ne Sais Pas Pourquoi« (Moi Nonov dodatni remix) - 5:55
2. »Je Ne Sais Pas Pourquoi« (revolucionarni remix) - 7:16
3. »Made In Heaven« (remix Maid in England) - 6:20

## Nastopi v živo
Kylie Minogue je s pesmijo nastopila na naslednjih koncertnih turnejah:
- Disco in Dream/The Hitman Roadshow
- Enjoy Yourself Tour
- Rhythm of Love Tour
- Showgirl: The Greatest Hits Tour

## Dosežki
| Lestvica (1988)                        | Dosežek |
| -------------------------------------- | ------- |
| Finska (Suomen virallinen lista)       | 1       |
| Irska (IRMA)                           | 2       |
| Združeno kraljestvo (UK Singles Chart) | 2       |
| Nova Zelandija (RIANZ)                 | 9       |
| Norveška (VG-lista)                    | 10      |
| Avstralija (ARIA)                      | 11      |
| Nemčija (Media Control Charts)         | 14      |
| Francija (SNEP)                        | 15      |
| Švica (Media Control Charts)           | 24      |

| Leto | Lestvica                               | Dosežek |
| ---- | -------------------------------------- | ------- |
| 1988 | Nemčija (Media Control Charts)         | 97      |
| 1988 | Združeno kraljestvo (UK Singles Chart) | 20      |